# Tengri kagan
Tengri kagan (staroturško 𐱅𐰭𐰼𐰃:𐰴𐰍𐰣) je bil šesti kagan Drugega turškega kaganata, ki je vladal od leta 734, 739 ali 740 do leta 741, * ni znano, † 741. 

## Ozadje
Bil je drugi sin Bilge kagana in mlajši brat svojega predhodnika Jolig kagana. Bil je šibek vladar pod močnim vplivom svoje matere Kutlug Sabag katun (Po beg).  

## Vladanje
Leta 740 je cesar Tanga Šuandzong poslal v kaganat svojega odposlanca Li Džija (李質), ki ga je razglasil za Tengri kagana. Njegova mati in kancler Jusi Tarkan (飫斯達幹) sta se zarotila, da bosta centralizirala državo in ubila Tengrijeva bratranca, ki sta vladala kot guvernerja na zahodu in vzhodu. Zarotnikoma je uspelo ubiti  zahodnega šada, vzhodni šad Pan Kul Tigin pa se je uprl in vkorakal v prestolnico. Tengrija je ujel in ga usmrtil, njegova mati pa je pobegnila. 

## Obdobje po smrti
Pan Kul Tigin je leta 741  za novega kagana imenoval Tengrijevega brata Kutlug jabgu kagana in sebe za regenta. Kmalu zatem ga je v uporu porazil nečak in poglavar Basmilov Ašina Ši (阿史那施). 

## Vira
- Christoph Baumer. History of Central Asia, volume 2. str. 263.
- Lev Gumilyov. The Ancient Turks. 1967. Poglavje xxiii+xxvi (v ruščini).

| Tengri kagan Klan AšinaRojen: ni znano Umrl: 741 |                                           |                                           |
| Vladarski nazivi                                 |                                           |                                           |
| Predhodnik: Jolig kagan                          | Kagan Drugega turškega kaganata 739 - 741 | Naslednik: Kutlug jabgu kagan (uzurpator) |